# Eugène Servan
Pour les articles homonymes, voir Servan.
Eugène Servan, né le 13 juillet 1823 à Chanos-Curson (Drôme) et mort le 17 septembre 1876 à Romans (Drôme), est un homme politique français.
Notaire, puis tanneur à Romans, il est président du tribunal de commerce et conseiller général. Il est député, républicain, de la Drôme en 1876.

## Sources
- « Eugène Servan », dans Adolphe Robert et Gaston Cougny, Dictionnaire des parlementaires français, Edgar Bourloton, 1889-1891 [détail de l’édition]

- Ressource relative à la vie publique :   - Base Sycomore